# 다나카 레이나
다나카 레이나(田中れいな, 1989년 11월 11일 ~ )는 일본의 여성 그룹 T&T, 타이야키 타베타노 난데? 멤버이다. 본명은 한자로 田中麗奈 (발음은 같다). 후쿠오카현 후쿠오카시 히가시구 출신. 애칭은 레이나, 다나캇치(주로 니이가키 리사가 사용), 레이냐, 다나카짱. 데뷔 초에는 헤이세이 생 · 규슈 출신인 것으로 화제가 되었다.

## 인물, 에피소드
- 헬로! 프로젝트에서는 첫 규슈 지방 출신자로, 자주 하카타 사투리를 사용한다.
- 2003년 모닝구무스메。가입 후 첫 싱글인「シャボン玉」에서 곧바로 메인에 발탁되거나, 가입 후에 결성된 헬로! 프로젝트 내의 유닛「아아!」에 가입이 결정되는 등「제2의 고토 마키」와 같은 존재로서 이름을 알렸다. 본인도 고토를 "존경하는 사람", "동경하는 사람"이라고 하며, 고토 재적 당시의 곡에서는 고토가 담당한 파트를 맡게 되는 경우가 많다.
- 겉보기에 비해 노력파이며 댄스 안무 연습 등을 집에서 하고 있다고 가입 초에 출연한「하로모니。」에서 동기인 미치시게 사유미가 밝혔다.
- 본인은 '운동 신경이 밝지 않다'고 하며, "Hello! Project SPORTS FESTIVAL"에서도 그다지 좋은 결과를 거두지 못하였지만, 2006년 4월 9일 방송된 하로모니。"당신은 몇살!? 봄 신체 연령 측정 SP"에서 운동 신경 테스트를 했을 때는 완벽한 수치를 기록하였다.
- 2004년 여름에 극도로 야위었다. 본인이 밝힌대로 '빙수만 먹은 것'이 원인으로 보인다.
- 낫토를 싫어해서 전혀 먹지 못했었지만 후지모토 미키가 다나카의 앞에서 낫토를 맛있게 먹는 걸 보고 조금은 극복하게 되었다. 하로모니。의 데이트 기획에서는 (매장 한정이기는 하지만) 먹을 수 있게 되었다.
- 버섯 요리, 불고기, 과일을 좋아한다.
- 「다나캇치」라는 애칭은 주로 니이가키 리사가 하로모니。등에서 자주 사용한다.
- 초등학생 때에 5기 멤버 오디션 (LOVE 오디션 21) 에 자격 외 응모. 당시「MUSIX!」의 홈페이지에 사진이 게재된 적이 있다.
- 좋아하는가수: 고토 마키(콘서트 음반 DVD를 선물을 받은적이 있다. 사진도 같이 찍은 적이 있다.)

## 친구
- 다카하시 아이/미치시게 사유미
- 니이가키 리사/미요시 에리카

### 양키 캐릭터
- 오디션 합숙 중이나 데뷔 초기에 반지와 연결된 금색 팔찌를 차거나,「도깨비」나「해골」이 그려진 티셔츠를 사복으로 입거나 하였기 때문에 동기인 미치시게 사유미가 무서워했다고 한다.
- 중학교 졸업을 기해 머리카락을 갈색으로 염색하였으며, 그 후 금발에 가까운 색으로 바뀌었다.
- "누구와도 사이 좋게 지낼 수 있다"라고 하지만, 성미가 강해서 양키처럼 보여서인지 허물없이 지내기까지는 시간이 걸린다.
- 보라색을 좋아하여 사복이 전부 보라색으로 통일된 경우가 자주 있어서, 이것 또한 양키 같다는 말을 듣는 이유 중 하나이다.
- 생각한 것을 그대로 말한다. 야구치 마리는 그러한 다나카의 확실한 성격을 칭찬하였다. 그것을 보여주는 에피소드로 신멤버 결정 특방 (2003년 1월 19일)에 출연해서 처음으로 메이크업을 받을 때에, 당시에 아직 중학교 1학년이었지만「눈이 치켜올라가니까 그다지 머리카락을 끌어 올리지 말아주세요」라고 주문한 것을 들 수 있다. 이 모습은 다음주인 1월 26일의 하로모니。「특방의 뒷모습」에서 방영되어, 이시카와 리카로부터도「표현이 직설적인 아이」라고 평가 받았다.

### 고양이캐릭터
- 콘서트「모닝구무스메。오토메구미 첫 공연 ~소녀틱~」의 촌극에서 연기한 고양이 캐릭터가 정착되었다.
- 이것에서 유래하여 팬들 사이에서는「레이냐」라고 불리기도 한다.
- 미치시게 사유미의「우사짱 피~스」에서 영향을 받았다고 보여지는「네코짱 피~스」를 공개한 적도 있다.
- 사진집에서도 새끼 고양이「왓후루」(다나카 명명)와 함께 포즈를 취하는 등, 본인도 고양이를 좋아한다.
- 2007년 1월에 열린「Hello! Project 2007 Winter ~원더풀 하츠 오토메Gocoro~」콘서트에서는 고양이귀 머리띠를 달고 출연하였다.
- 2007년 8월에 열린 싱글「女に 幸あれ」의 발매 기념 이벤트의 VTR에서는 자신에게 꼬리가 자라고 있다는 발언을 하였다.
- 한편 후지모토 미키가 라디오「후지모토 미키의 도키♡미키Night」에서 다나카의 엉덩이를 만졌을 때「꼬리뼈가 좀 나와 있다」라고 발언하였다.

### 직필에 대한 고집
- "CD 데이터"의 담당 코너인 "다나카메센"은 글과 일러스트가 모두 자신의 직필로 구성되어 있다(직필 원고의 사진 제판).
- "더 텔레비전"에서 연재되었을 때도 '직필'에 대한 고집을 보여주었다.

## 약력
2001년
- 「모닝구무스메。LOVE 오디션 21」에서 최종 합숙 심사까지 진출했지만, 당시 심사 대상 연령을 채우지 않은 것이 발각되어 합숙 심사를 단념.

2003년
- 1월 19일 -「LOVE 오디션 2002」에서 카메이 에리, 미치시게 사유미와 함께 합격하였다.

※ 그 때 여배우 다나카 레나와 한자 이름이 같아서 혼동되는 것을 피하기 위해, 이름을 히라가나로 한「田中れいな」라는 예명을 사용하게 되었다. 그 때까지 모닝구무스메。의 멤버는 전원 본명으로 활동하였기 때문에 본명이 아닌 예명을 사용한 것은 다나카가 처음이었다. 참고로 다나카 레나도 마찬가지로 후쿠오카현 (구루메시) 출신이다.
- 3월 · 5월 - 6기 멤버 세 명이서 팬클럽 한정 악수회를 개최하였다.
- 7월 30일 - 모닝구무스메。의 싱글『シャボン玉』로 CD 데뷔.
- 10월 - 하로프로키즈인 나츠야키 미야비, 스즈키 아이리와 함께 세 명이서「아아!」를 결성하여 데뷔.

2004년
- 11월 - H.P.올스타즈의 CD의 커플링인「好きになっちゃいけない人」를 무라카미 메구미, 스즈키 아이리와 함께 불렀다.

2005년
- 6월 - 셔플 유닛에 모닝구무스메。에서 후지모토 미키, 다카하시 아이와 함께 선발되었다.
- 11월 27일 - 이 날부터 하로모니。의 레귤러 코너「탄도리치킨」을 쿠스미 코하루와 함께 담당(현재는 코너 종료).

2006년
- 1월 - 헬로! 프로젝트의 킥 베이스볼팀인「메트로래비츠 H.P.」에 입단.
- 12월 - 모닝구무스메。의 미니 앨범『7.5冬冬モーニング娘。ミニ!』에서 첫 솔로 악곡「キラキラ冬のシャイニーG」를 불렀다.

2007년
- 1월 - 무료 동영상 상영 사이트「Dohhh UP!」내에서 상영되고 있던 양식 요리점 거스트를 무대로 한 미니 드라마『인사 30도』의 시리즈3에 주방에서 아르바이트를 하는 쿠로다 레이나 역으로 출연. 일인칭으로「오레 (俺)」[1]를 사용하는 캐릭터로서 팬들 사이에서 화제가 되었다. 참고로 이 드라마는 거스트 매점 한정으로 그 해 2월 9일부터 한정 판매되었다.

2008년
- 2월 -「인사 30도 온 스테이지」에 쿠로다 레이나 역으로 출연.
- 4월 -「부탁해♪ 마이멜로디 키라라★」에 호시즈키 키라라 역으로 성우 출연.
- 6월 - 모닝구무스메。와 다카라츠카 가극단의 콜라보레이션 뮤지컬「신데렐라」를 응원하는 스페셜 유닛「High-King」의 멤버에 선출된다.

2009년
- 6월 7일 ~ 14일 - 르 씨어터 긴자에서 무대「인사로 트레이닝」출연(쿠로다 레이나 역).

2010년
- 1월 - 자신을 모티프로 한 애니메이션 괴도 레냐 방송 개시, 괴도 레냐 공식 블로그 스타트.
- 4월 10일 - Ameblo에서 블로그 개시.
- 11월 1일 - 블로그에 '한국인 비하 사진'으로 논란 야기.

2011년
- 6월 29일부터 롯본기의 배우좌 극장에서 첫 주연 무대「타이쇼 낭만 하이칼라 탐정왕 푸른 루비 살인 사건」이 개시되었다.

2012년
- 1월 11일 - 니혼테레비 계열 연속 드라마「수학♥여자학원」에서 미치시게 사유미와 함께 첫 주연.
- 6월 5일 - 층쿠♂ 프로듀스에 의한 뉴 프로젝트「다나카 레이나와 밴드 하고 싶은 여자 멤버 대모집!」이라는 오디션의 개최를 발표하였다[2][3].
- 8월 1일 -「다나카 레이나와 밴드 하고 싶은 여자 멤버대모집!」의 합격 해당자가 없었던 째, 층쿠♂가 멤버 재모집을 한다는 발표를 전했다.
- 10월 28일 - 모닝구무스메。콘서트 투어 종료 후, 컨디션 불량으로 10월 30일에 프랑스 파리에서 행해진「세계 악수회 in 파리」에 불참하였다[4].
- 11월 18일 - 나카노 선플라자에서 행해진「모닝구무스메。탄생 15주년 기념 콘서트 투어 2012 가을 ~컬러풀 캐릭터~」에서「다나카 레이나와 밴드 하고 싶은 여자 멤버 대모집!」오디션 합격자 3명이 확정[5]. 그 동시에 내년 2013년 5월 6일에 하는 마지막날에 개최되는「모닝구무스메。콘서트 투어 2013 봄 미치시게☆일레븐 SOUL ~다나카 레이나 졸업기념 스페셜~」의 최종 공연을 마지막으로 모닝구무스메。그리고 헬로! 프로젝트를 졸업하는 것을 발표[6].
- 11월 30일 - 마노 에리나와 함께 M-line club의 가입이 발표되었다[7].

2013년
- 2월 3일 - 본인과 오디션 합격자 3명이 결성한 밴드명「LoVendoЯ」라는 명칭을 발표[8].
- 5월 21일 -「모닝구무스메。콘서트 투어 2012 봄 미치시게☆일레븐 SOUL ~다나카 레이나 졸업기념일~」을 마지막으로 모닝구무스메。와 헬로! 프로젝트를 졸업.
- 5월 22일 - LoVendoЯ 멤버로서 M-line club의 가입이 발표되었다[9].
- 10월 1일 - 소속사 업프런트 크리에이트로 이적.

2021년
- 6월 20일, M-line club의 콘서트 투어「M-line Special 2021~Make a Wish!~」에서 다카하시 아이와 나츠야키 미야비와 함께 타이야키 타베타노 난데?(たいやき たべたの なんで?)를 결성했다.

2024년
- 7월 15일, 결혼하는 것과 임신 중임을 발표[10]. 결혼 상대자는 일반 남성이며 나머지는 공개되지 않았다[11].
- 11월 18일, 첫 아이를 출산 보고[12].

## 작품

### 악곡
- キラキラ冬のシャイニーG (2006년)
- 愛の炎 (2010년)
- 涙一滴 (2012년)
- Rockの定義 (2013년)
- キミイロTomorrow (2014년)
- 相思相愛 (2015년)
- LOVEエモーション (2015년)
- LOVEハンター (2015년)
- シンデレラタイム♪ (2017년)
- 別に、好きじゃないし (2018년)
- アクロBADガール (2018년)
- JOKER (2019년)
- ドキバク錯覚!1日中 (2019년)
- くれてやんない (2019년)
- SNSNG (2019년)
- 令和のれいな (2020년)

### 캐릭터송
- ケペルパスペル - 기사룡전대 류소저 카를테나 (다나카 레이나) & 피타 (코바야시 레이)

### 착신 악곡
- サマーナイトタウン / 다나카 레이나×사토 마사키 (2022년 8월 13일)

### DVD
- 아로하로! 다나카 레이나 DVD (2007년 2월 14일, 업프런트 워크스)
- 다나카 레이나 솔로 DVD REAL CHALLENGE (2008년 10월 29일, 업프런트 워크스)
- 다나카 레이나 DVD attracted (2011년 3월 13일) - e-LineUP! 한정 판매
- "다나카 레이나 사진집「きら☆きら」" 메이킹 DVD ~특별편집편~ (2012년 6월 30일) - e-LineUP! 한정 판매

## 출연

### 텔레비전 방송
- 하로! 모닝구。(2003년 6월 1일 ~ 2007년 4월 1일, 테레비도쿄)
- 나가라! 고록키즈 (2003년 9월 29일 ~ 12월 26일, 테레비도쿄)
- 후타리고토 (2004년 6월 1일 ~ 4일 · 8월 18일 ~ 26일, 테레비도쿄)
- 무스메DOKYU! (2005년 4월 4일 ~ , 테레비도쿄)
- 금요 로드쇼『고양이의 보은』(2005년 8월 26일, 니혼테레비 계열) - 비유덴의 이시카와 리카와 함께 네비게이션 역할.
- 하로모니@ (2007년 4월 8일 ~ 2008년 9월 28일, 테레비도쿄)
- 부탁해♪ 마이멜로디 키라라★ (2008년 4월 6일 ~ 2009년 3월 29일, 테레비오사카-테레비도쿄계열)
- 요로센! (2008년 10월 6일 ~ 2009년 3월 27일, 테레비도쿄)
- 미녀방담 (2009년 7월 9일 · 16일, 테레비도쿄)
- 괴도 레냐 (2010년 1월 9일 ~ 3월 26일, 규슈 아사히 방송)
- 음악의 낙원 (2010년 4월 4일 ~ 2011년 3월 4일 , 테레비도쿄)

### 텔레비전 드라마
- 수학♥여자학원 (2012년 1월 11일 ~ 3월 28일, 니혼테레비) - 마치다 니나 역 (주연)
- 도토테레비 (2016년 4월 30일 ~ 6월 18일, NHK 종합 텔레비전) - 스리파플르스 토모코 역
- 기사룡전대 류소저 (2019년 4월 28일 · 5월 5일, 테레비아사히 계열) - 카를테나 역

### 라디오 출연

#### 레귤러
- FIVE STARS (2007년 10월 3일 ~ 2010년 2월 24일(126회), Inter FM)
  - 수요일의 DJ를 담당
- 레이나타임 (2012년 4월 7일 ~ 2013년 6월 22일, RKB)

#### 단발
- TBC FUN 필드 모렛츠 모대쉬 (2005년 4월 18일 ~ 4월 29일 · 5월 16일 ~ 27일, 도호쿠방송)
- 아침까지 하로프로야넨! (2005년 6월 26일 · 12월 16일, 18일 · 2006년 6월 9일, 11일 · 2007년 4월 20일, 27일 · 6월 15일, 22일, 29일 · 12월 14일 · 2008년 1월 25일 · 2009년 2월 14일, 아사히방송)

### 라이브 · 콘서트

#### 단독
- Hello! Project 20주년 기념 전야제 ~One by One~「다나카 레이나 LIVE ~레이나 100％!!!!~」(2017년 10월 27일, COTTON CLUB, 밤 공연 · 레이트쇼 공연)
- Hello! Project 20주년 기념 전야제 ~One by One~「다나카 레이나 LIVE ~촉촉한 레이나☆~」(2017년 11월 4일, COTTON CLUB, 낮밤 2회 공연)
- 다나카 레이나 COTTON CLUB 공연「속 레이나 100%!!!!!」(2018년 4월 17일, COTTON CLUB, 밤 공연 · 레이트쇼 공연)
- 다나카 레이나 단독 공연 레이나 100%! vol.3 ~댄싱 나이트~ (2018년 9월 7일, 신주쿠 BLAZE, 밤 2회 공연)
- 다나카 레이나 단독 공연 레이나 100%! vol.4 아크로디바♡ (2019년 1월 25일 · 26일, 신주쿠 BLAZE, 총 3회 공연 / 2월 9일, HEAVEN'S ROCK 사이타마 신토신 VJ-3, 낮밤 2회 공연 / 전 5회 공연)
- 다나카 레이나 단독 공연 레이나 100%! vol.5 네오 펄 레이디 ♡ (2019년 10월 5일 · 6일, 신주쿠 ReNY, 각일 낮밤 2회 공연, 총 4회 공연)
- 다나카 레이나 단독 공연 레이나 100%! vol.6 네오 펄 레이디 ♡ Lv.2~ (2020년 2월 28일 · 29일, 7월 31일 · 8월 1일(정기), 신주쿠 ReNY, 각일 2회 공연 / 전 4회 공연)
- 다나카 레이나 라이브 2023 촉촉한 레이나☆ ~부활의『R』~ (2023년 2월 15일 · 16일, COTTON CLUB, 각일 낮밤 2회 공연, 총 4회 공연)
- 다나카 레이나 라이브 2023 촉촉한 레이나☆ ~부활의『R』카이~ (2023년 7월 11일 · 12일, COTTON CLUB, 각일 낮밤 2회 공연, 총 4회 공연)
- 다나카 레이나 단독 공연 레이나 100%! ~천공의 페스티벌~ (2024년 4월 2일 · 3일, 신주쿠 ReNY, 낮 2회 공연, 밤 1회 공연, 총 3회 공연)

#### 합동
- M-line Special 2021 ~Make a Wish!~ (2021년 3월 6일, 센다이 GIGS, 2회 공연 · 27일, 후쿠오카 국제회의장 메인홀, 2회 공연 · 28일, 일본 특수도업 시민회관 빌리지홀, 2회 공연 · 4월 4일, 오사카 산케이홀 브리제, 2회 공연 · 29일, 하치오지 시 예술문화회관 이치죠 홀, 2회 공연 · 5월 4일 · 6월 20일(정기), 나카노 선플라자, 2회 공연 · 6월 26일(정기), 토다 시 시민회관, 2회 공연 · 27일, 센다이 GIGS, 2회 공연)
- M-line Special 2022 ~My Wish~ (2022년 2월 13일, 마츠시타 IMP 홀, 2회 공연 · 23일, 메구로 퍼시몬 홀, 2회 공연 · 4월 9일, KT Zepp 요코하마, 2회 공연 · 29일, 메구로 퍼시몬 홀, 2회 공연)

### 인터넷
- 인사 30도 시리즈 3 (2007년 1월 22일, Dohhh UP!) - 쿠로다 레이나 역
- UF LICKS (2013년 6월 21일 ~ 2014년 5월 2일, #19 ~ 64, YouTube) - 레귤러 MC
- MUSIC+ (2014년 5월 9일 ~ , YouTube) - 와타세 마키, 나카지마 타쿠이와 함께 레귤러 MC

### 무대
- 인사 30도 온 스테이지 (2008년 2월 27일 ~ 3월 2일, 신쥬쿠 시아타아풀) - 쿠로다 레이나 역
- 인사로 트레이닝! (2009년 6월 7일 ~ 14일, 르 씨어터 긴자) - 쿠로다 레이나 역
- 극단 게키하로 제10회 공연『타이쇼 낭만 하이칼라 탐정왕 푸른 루비 살인 사건』(2011년 6월 29일 ~ 7월 3일)

### 뮤지컬
- 리본 ~생명의 오디션~ (2011년 10월 8일 - 17일, 전노제 홀 스페이스 제로) - 베베 / 테즈카 오사무 역

### 영화
- 별과 모래의 섬, 나의 섬 ~ISLAND DREAMIN'~
- 좋은 좋은 펭귄 (2009년 12월 공개) - 쌍둥이의 페어리 (성우, 링링과 함께 역할.)
- 뱀파이어 시리즈 CHASERS (2011년 10월 15일 공개)

## 서적

### 사진집
- 하로하로! 모닝구무스메。6기 멤버 사진집 미치시게 사유미 · 카메이 에리 · 다나카 레이나 (2003년 7월 15일, 카도가와쇼텐) ISBN 978-4-04-894251-5
- 다나카 레이나 1st 솔로 사진집「田中れいな」(2004년 11월 11일, 와니북스) ISBN 978-4-8470-2834-2
- 다나카 레이나 2nd 솔로 사진집「れいな」(2005년 10월 15일, 와니북스) ISBN 978-4-8470-2890-8
- 다나카 레이나 3rd 솔로 사진집「少女R」(2006년 5월 10일, 와니북스) ISBN 978-4-8470-2932-5
- 다나카 레이나 4th 솔로 사진집「アロハロ!田中れいな写真集」(2007년 2월 1일, 카도카와쇼텐) ISBN 978-4-04-894483-0
- 다나카 레이나 5th 솔로 사진집「GIRL」(2007년 9월 27일, 와니북스) ISBN 978-4-8470-4041-2
- 다나카 레이나 사진집 전집「Re:（リターン）」(2008년 2월 27일, 와니북스) ISBN 978-4-8470-4067-2
- 다나카 레이나 7th 솔로 사진집「VERY REINA」(2008년 10월 24일, 와니북스) ISBN 978-4-8470-4129-7
- 하로하로! ~Memories~ 모닝구무스메。미치시게 사유미 · 카메이 에리 · 다나카 레이나 사진집 (2010년 11월 12일, 카도카와쇼텐) ISBN 978-4-04-895416-7
- 다나카 레이나 8th 솔로 사진집「きら★きら」(2012년 5월 9일, 카도카와쇼텐) ISBN 978-4-04-895448-8

### 잡지 연재
- CD 데이터「タナカ(め)せん」(2006년 6월 14일 ~ , 카도카와쇼텐)

## 소속 유닛
- 타이야키 타베타노 난데? (2021년 - )